# كاسيو فارغاس
كاسيو فارغاس (بالبرتغالية: Cássio Vargas Barbosa‏) (25 نوفمبر 1983 ببورتو أليغري في البرازيل - ) هو لاعب كرة قدم برازيلي في مركز الهجوم. لعب مع أيل ليماسول ورابيد بوخارست وسسكا صوفيا ونادي الاتفاق ونادي الوحدة ونادي بيرا مار ونادي ساو كايتانو ونادي غوانغجو ونادي فورتاليزا وناسيونال ماديرا ويو دي ليريا ونادي مايا ‏ ونادي كورينثيانس ألاغوانو ونادي تشافيس.

## وصلات خارجية
- كاسيو فارغاس على موقع دوري كوريا الجنوبية (الإنجليزية)
- كاسيو فارغاس على موقع قاعدة بيانات كرة القدم.إي يو (الإنجليزية)
- كاسيو فارغاس على موقع Soccerway.com (الإنجليزية)
- كاسيو فارغاس على موقع عالم كرة القدم.نت (الإنجليزية)